# 凯特琳·切里
凯特琳·切里（英語：Caitlin Cherry，1987年—）是美籍非裔画家、雕塑家和教育家。

## 早年生活与教育经历
凯特琳·切里1987年在美国伊利诺伊州芝加哥市出生。2009年，切里曾在康涅狄格州诺福克耶鲁大学的暑期学校进修。她在2010年取得芝加哥艺术学院学士学位，又在2012年从哥伦比亚大学硕士毕业。

## 艺术与事业
切里在弗吉尼亚联邦大学担任艺术助理教授。
切里的作品涉猎不同主题，其中包括黑人女性在与和安全相关时的代表性和知名度；她的作品形式有雕塑、装置艺术和绘画。

## 参展经历
切里曾参加过诸多群展和个展。2019年，她在洛杉矶Luis De Jesus画廊举办的展览Thread Ripper在《美国艺术》和《Artillery》杂志上均获得积极评价。其他著名展览还有括 2017年在马萨诸塞大学阿默斯特分校举办的Monster Energy和2013年在布鲁克林博物馆举办的Hero Safe ，其中包括《生/熟》项目的三个绘画装置。《生/熟》是一群布鲁克林艺术家的系列展览，他们应博物馆邀请举办了他们的第一个大型博物馆展览，其中切里是该系列展览中的第九位独立艺术家。受到列奥纳多·达·芬奇的画作的启发，她制作了大型木制武器，又将其改装为画架，如双能弹射器工艺品《“你最后的晚餐，傻瓜”》（2013年）。
切里的其他个人展览包括：罗德岛州普罗维登斯市普罗维登斯学院画廊（2018年）、弗吉尼亚州里士满市弗吉尼亚联邦大学安德森画廊（2018年）、马萨诸塞州阿默斯特市马萨诸塞大学当代艺术博物馆（2017年）和Eugenie Tsai 策划的《生/熟》系列的一部分在布鲁克林博物馆展出。群展包括纽约 Performance Space 的《A Wild Ass Beyond: ApocalypseRN》（2018年）；《Punch》（2018年）由纽约Jeffrey Deitch的Nina Chanel Abney策划；《Touchstone》（2018 年）在纽约 American Medium；《The Sun is Gone but We Have the Light》（2018年）在叔叔/加文布朗的企业，纽约汉考克；洛杉矶 Luis De Jesus 的Soul Recordings ；《Object[ed]: Shaping Sculpture in Contemporary Art》，犹他州盐湖城UMOCA（2016 年）； Banksy在英国滨海韦斯顿的 Dismaland Bemusement Park (2015)；《This is What Sculpture Looks Like》（2014 年），纽约Postmasters 画廊；和福尔（2012年）在纽约哈莱姆工作室博物馆展出。
她参加了 2019 年巡回展览《年轻、有天赋和黑人：兰普金-博库齐家族当代艺术收藏》。 
2020年7月和8月，切里的绘画和数字拼贴画参加了洛杉矶Luis De Jesus画廊举办的《Corps Sonore》的线上虚拟展览。

## 所获荣誉
- 罗伯特·劳森伯格基金会艺术村常驻人（2016年）[15]
- Leonore Annenberg 奖学金（2015年）[16]
- Lotos 基金会奖学金（2012年）[17]
- Ellen Battel Stoeckel 奖学金，耶鲁大学（2009年）。